# گویدو بونی (دوچرخه‌سار)
گویدو بونی (ایتالیایی: Guido Boni; ۴ نوامبر ۱۹۳۳ – ۲۸ ژوئن ۲۰۱۴) دوچرخه‌سوار اهل ایتالیا بود.